# Comtat d'Espanya
El comtat d'Espanya (en castellà: de España; en occità: d'Espanha) és un títol nobiliari creat el 27 agost de 1819 pel rei Ferran VII a favor de Charles d'Espagnac, militar d'origen occità. Era fill d'Henri d'Espagnac, marquès d'Espanha i baró de Ramefòrt, que va passar al servei de la Corona Espanyola en temps de la Revolució francesa establint-se a Palma, i de Charlotte-Claire de Cabalby d'Esplas, filla gran del baró d'Esplàs, Eras Salas i Marbé.
La seva denominació fa referència al cognom castellanitzat del seu primer titular: Carlos de España (Charles d'Espagnac).
Se li va concedir la grandesa d'Espanya el 27 d'agost de 1827.

## Comtes d'Espanya
|                        | Titular                                  | Període                |
| Creació per Ferran VII | Creació per Ferran VII                   | Creació per Ferran VII |
| ---------------------- | ---------------------------------------- | ---------------------- |
| I                      | Charles d'Espagnac                       | 1819-1839              |
| II                     | Josep d'Espanya i Rossinyol              | 1847-1890              |
| III                    | Ferran d'Espanya i Truyols               | 1890- ?                |
| IV                     | Josep d'Espanya i Dezcallar              | ? - ?                  |
| V                      | Ferran d'Espanya i Morell                | ? - 2005               |
| VI                     | Josep Joan d'Espanya i Pascual de Quinto | 2005-actual titular    |

## Història dels comtes d'Espanya
- Charles d'Espagnac (1775-1839), I comte d'Espanya.

1. Casà amb Dionísia Rossinyol de Defla Comellas i Villalonga. El va succeir el seu fill:

- Josep d'Espanya i Rossinyol de Defla (1808-1890), II comte d'Espanya, I vescomte de Coserans (concedit per Reial Decret el 11 de desembre de 1839.

1. Casà amb Maria Ignàcia Truyols i Sales, filla de Ferran Truyols i Villalonga, marquès de la Torre del Falgar. El va succeir el seu fill:

- Ferran d'Espanya i Truyols (n. 1842), III comte d'Espanya, II vescomte de Coserans.

1. Casà amb Josepa Dezcallar i Gual, la seva cosina germana, filla de Guillem Abrí-Dezcallar y Surela, II marquès del Palmar. El va succeir el seu fill:

- Josep d'Espanya i Dezcallar (n. 1882), IV comte d'Espanya, III vescomte de Coserans, gentilhome Gran d'Espanya amb exercici i servitud del Rei Alfons XIII.

1. Casà amb Maria Francisca d'Assís Morell i Fortuny. El va succeir el seu fill:

- Ferran d'Espanya i Morell (n. 1914), V comte d'Espanya, IV vescomte de Coserans, marquès de Solleric (rehabilitat amb grandesa d'Espanya el 1981).

1. Casà amb María del Pilar Pascual de Quinto i Montalvo,  VIII marquesa de Torremejía, VII baronessa de Guia Reial. El va succeir el seu fill:

- Josep Joan d'Espanya i Pascual de Quinto (n. 1953), VI comte d'Espanya, V vescomte de Coserans.

1. Casà amb Carla Caamaño y de Palacio.